# Riu Magre
El Magre és un riu valencià i un important afluent del Xúquer pel seu marge esquerre, juntament amb el Cabriol i el riu d'Albaida. Recorre una distància d'aproximadament 130 quilòmetres, estenent la seua conca uns 1.543,7 km² entre les comarques de la Plana d'Utiel, on trobem el seu naixement, la Foia de Bunyol i la Ribera Alta on desemboca en el Xúquer, prop d'Algemesí per la qual cosa és conegut també com la Rambla d'Algemesí.

## Recorregut

### Conca alta
El riu naix al nord d'Utiel (Plana d'Utiel) a uns 1.100 metres d'altura sobre el nivell del mar, amb el nom de la rambla de la Torre en la divisòria d'aigües amb el riu Cabriol que marca el límit autonòmic del País Valencià amb Castella-la Manxa. Prop del naixement, una ampla vall d'escàs pendent condueix el corrent cap a l'altiplà de Requena en direcció sud-est.
La confluència de la rambla de la Torre amb el riu Madre, que baixa de la serra Bicuerca, i es troben poc abans de la vila d'Utiel, esdevé el vertader començament del riu Magre. El Magre sol ser més cabalós, però més curt.
Després de passar per Requena el riu comença a dibuixar meandres per a endinsar-se en un profund congost entre les serres de Malacara i Martés que li permetrà abandonar l'altiplà i incorporar-se a la Foia de Bunyol.
Els municipis que creua en aquest tram són els de Sinarcas, Utiel i Requena.

### Conca mitjana
Aquesta part es caracteritza pel fort desnivell encara que de forma escalonada. Els profunds congostos es combinen amb les petites riberes al·luvials fortament explotades agrícolament, tant en regadiu com per a secà, com és el cas de la zona vitivinícola de Torís (Ribera Alta). L'embassament de Forata és el primer obstacle que es troben les aigües del Magre quan abandonen l'altiplà, en el municipi de Iàtova (Foia de Bunyol) on també trobem el paratge de Tabarla.
En aquest tram rep les aportacions del riu Millars (en el mateix pantà de Forata), del Bunyol abans d'endinsar-se en la Vall dels Alcalans on també rep les aigües de la rambla de l'Algodar, no tan cabalosa.
Municipis com Iàtova, Macastre, Torís, Montroi, Real de Montroi, Llombai, Catadau i Alfarp són travessats pel Magre.

### Conca baixa
Considerem que la conca baixa comença quan el Magre abandona la vall dels Alcalans i s'endinsa en la Ribera del Xúquer pròpiament dita. Ací el riu s'eixampla i comença a traçar amples meandres i, per tant a perdre poder erosiu. És per això que se'l coneix amb el nom de rambla d'Algemesí (Ribera Alta), ciutat que es troba rodejada i que històricament ha patit les crescudes del riu degut al seu caràcter torrencial. Després de vorejar Algemesí, el Magre discorre paral·lel al riu Xúquer al llarg d'un quilòmetre fins a desembocar-hi a través d'un canal artificial de 50 metres d'ample.
El magre travessa en aquesta part de la conca els municipis de Carlet, Benimodo, l'Alcúdia, Guadassuar i Algemesí.

## Imatges

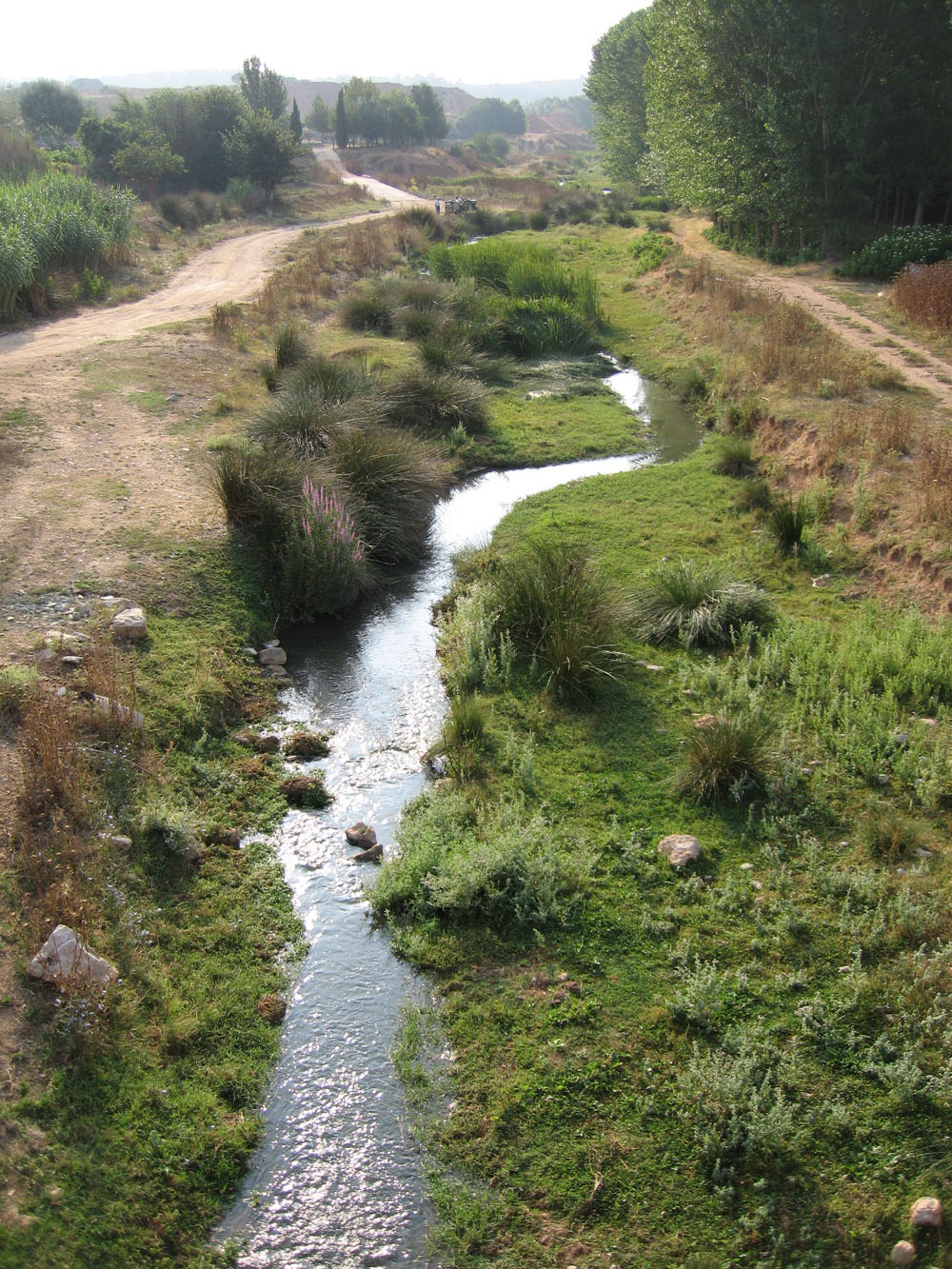
Riu Magre al seu pas per Requena
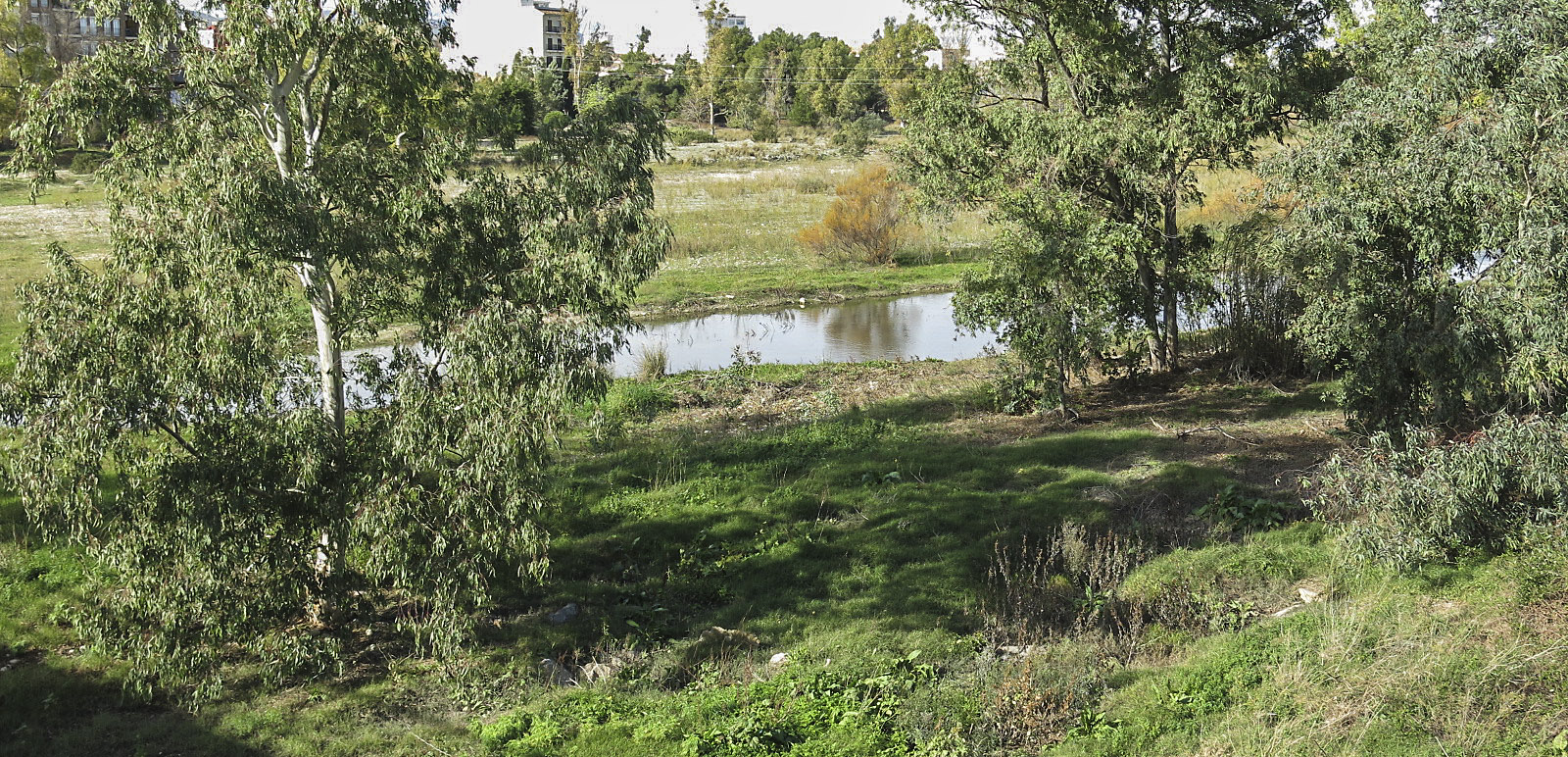
El riu Magre a Carlet
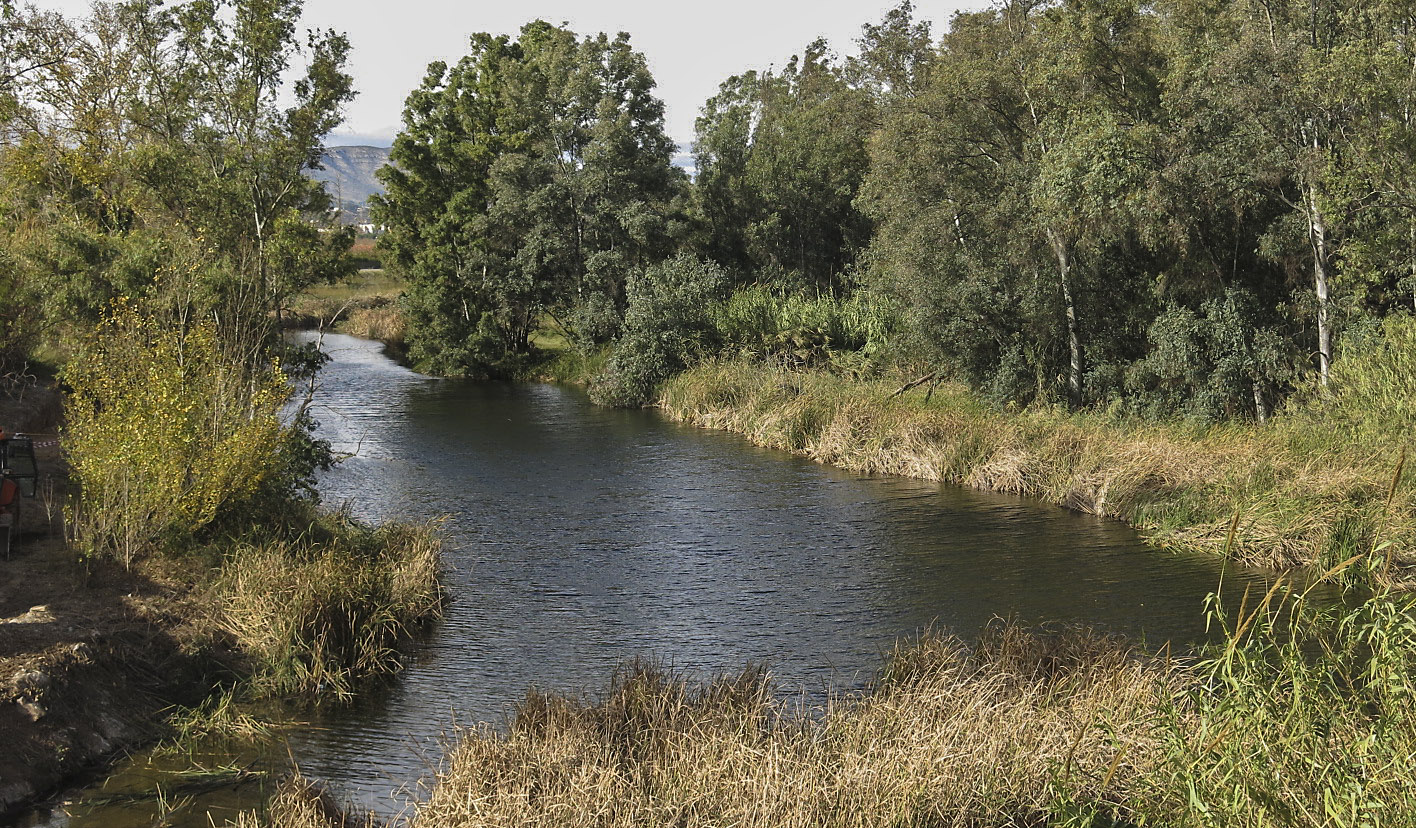
El riu Magre a l'Alcúdia
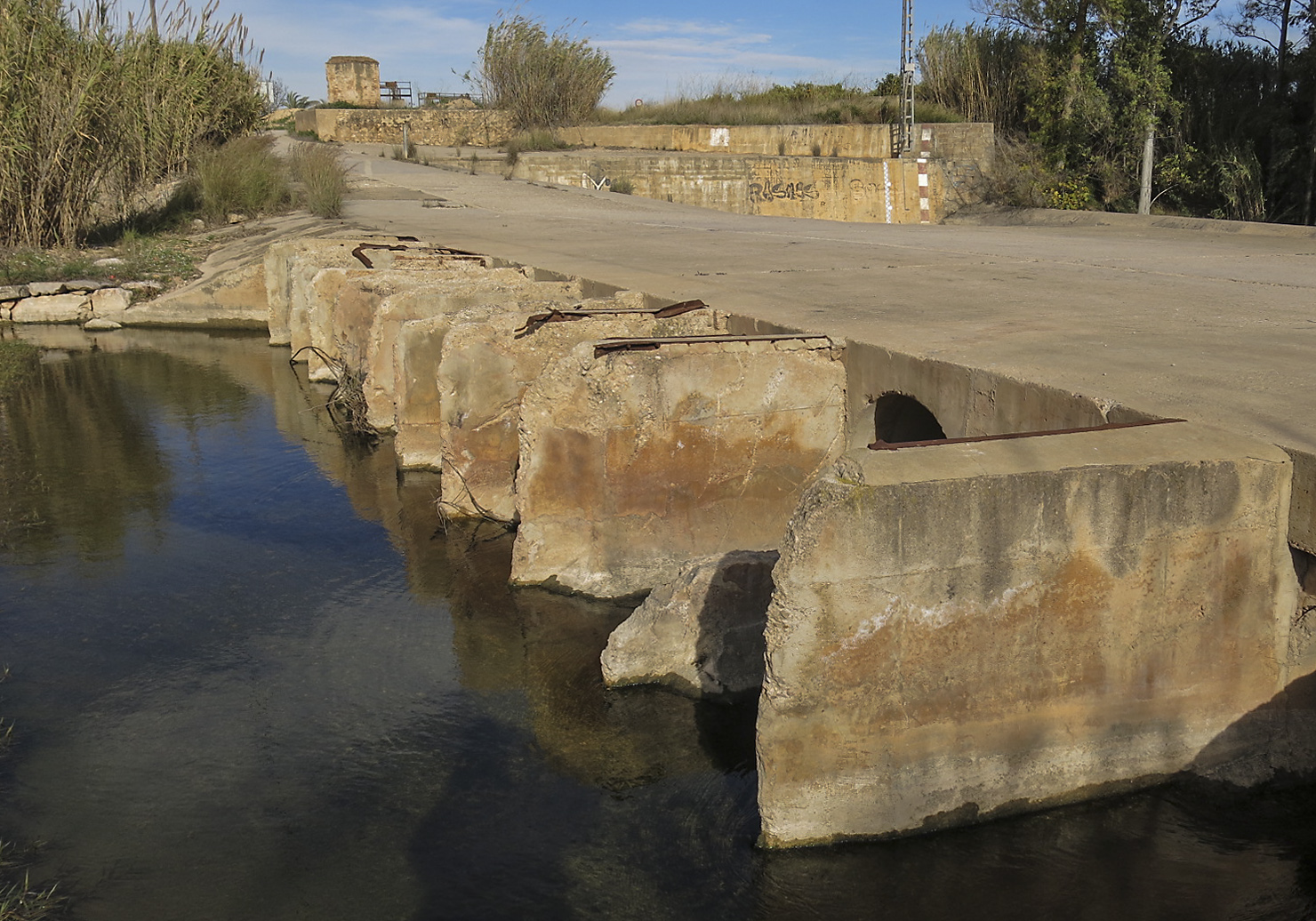
Cano de Guadassuar
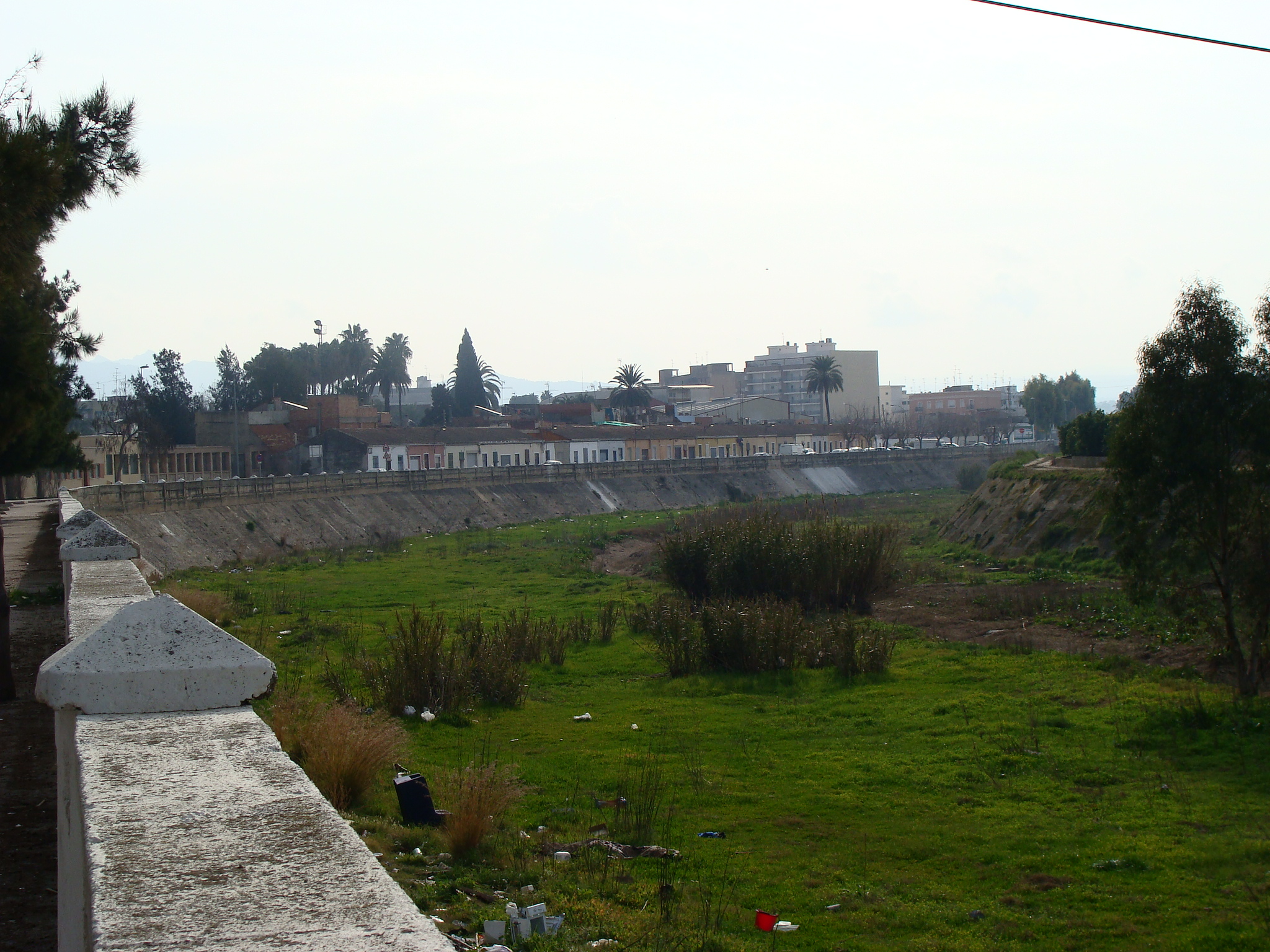
El Magre al seu pas per Algemesí

## Afluents
- Rambla de la Torre
- Riu Madre
- Riu Millars.[2]
- Riu de Bunyol, afluent per l'esquerra del Magre.[3]
  - Riu Joanes o rambla de Bosna, afluent del riu de Bunyol.[4]
- Rambla de l'Algobar